# 丰都站
丰都站位于重庆市丰都县三合街道丁庄村内，是渝利铁路上的车站。

## 概况
丰都站距丰都县城城区约3公里，占地338亩，总建筑面积7977平方米，总投资约3亿元。 
站场设计有2座站台，分别为1座基本站台和1座中间站台，3条到发线、2条正线、1条通过式线路。站前广场分别设置了公交、出租车和私家车停车场。 

## 历史
2009年11月5日，丰都站开工建设。
2013年12月28日，丰都站随着渝利铁路一同开通运营。